# Григорович, Михаил Фролович
Михаил Фролович Григорович (19 ноября 1897 года, деревня Малые Коваличи, Гродненский уезд, Гродненская губерния, ныне деревня Коваличи, Гродненский район, Гродненская область — 24 ноября 1946 года, Москва) — советский военачальник, генерал-майор (4 июня 1940 года). Герой Советского Союза (28 апреля 1945 года).

## Начальная биография
Михаил Фролович Григорович родился 19 ноября 1897 года в деревне Малые Коваличи Гродненского уезда Гродненской губернии, ныне Гродненский район, Гродненская область, в семье рабочего.
Окончил неполную среднюю школу.

## Военная служба

### Первая мировая и гражданская войны
В мае 1916 года был призван в ряды Русской императорской армии.
По окончании учебной команды был назначен на должность командира отделения. В октябре 1917 года чине младшего унтер-офицера был демобилизован из рядов армии. Тогда же вступил в ряды Красной гвардии и назначен на должность младшего командира в красногвардейском отряде. Находясь на этой должности, принимал участие в подавлении антисоветского восстания Донского казачества во главе с атаманом генералом А. М. Калединым в районе Кочевани и Батайска.
В марте 1918 года был призван в ряды РККА и назначен на должность командира взвода 18-го сводного госпиталя и 43-го военно-санитарного транспорта Северо-Западного фронта, в декабре 1919 года — на должность военкома санитарной части 29-й бригады 10-й стрелковой дивизии, а в декабре 1920 года — на должность военкома 2-й бригады этой же дивизии.
В 1920 году Григорович вступил в ряды РКП(б).
С марта по август 1920 года в ходе советско-польской войны принимал участие в боевых действиях на брест-литовском и варшавском направлениях, в ноябре 1920 года — в боевых действиях против войск под командованием генерала С. Н. Булак-Балаховича в Белоруссии, а весной и летом 1921 года — в подавлении в восстании под руководством А. С. Антонова в Тамбовской губернии. В марте 1922 года дивизия была передислоцирована в Туркестан, где вела боевые действия по подавлению басмачества в Восточной Бухаре.

### Межвоенное время
В феврале 1923 года Михаил Фролович Григорович был назначен на должность военкома 2-го Сибирского стрелкового полка (1-я стрелковая дивизия), в сентябре — на должность военкома 96-го Петроградского стрелкового полка (32-я стрелковая дивизия), в октябре 1926 года — на должность военкома 93-го стрелкового полка, а затем — на должность командира батальона 92-го стрелкового полка 31-й стрелковой дивизии.
В 1928 году окончил курсы усовершенствования комсостава «Выстрел».
В марте 1930 года был назначен на должность командира 101-го стрелкового полка (34-я стрелковая дивизия), дислоцированного в Сызрани. В феврале 1932 года был назначен на должность командира 21-го стрелкового полка 73-й стрелковой дивизии, в декабре — на должность помощника командира этой дивизии, в августе 1937 года — на должность начальника Омского военного училища, а в августе 1939 года — на должность командира 58-го стрелкового корпуса.

### Великая Отечественная война
В августе 1941 года 58-й стрелковый корпус был введён на территорию Ирана, где прикрывал советско-иранскую границу.
В июне 1943 года генерал-майор Михаил Фролович Григорович был направлен на учёбу на ускоренный курс при Высшей военной академии имени К. Е. Ворошилова, по окончании которого с декабря 1943 года находился в распоряжении Маршала Советского Союза Г. К. Жукова. Участвовал в разработке операции по штурму и освобождению Тернополя на 1-м Украинском фронте.
5 апреля 1944 года был назначен на должность командира 23-го стрелкового корпуса (60-я армия, 1-й Украинский фронт), который участвовал в Львовско-Сандомирской наступательной операции и освобождении Львова, Будапештской операции и освобождении Будапешта, Венской наступательной операции и освобождении городов Комаром и Комарно. За участие в Братиславско-Брновской наступательной операции и освобождении Братиславы корпус был награждён орденом Красного Знамени и удостоен почётного наименования «Братиславский».
Указом Президиума Верховного Совета СССР от 28 апреля 1945 года за мужество, отвагу и героизм, проявленные в борьбе с немецко-фашистскими захватчиками в ходе Львовско-Сандомирской операции, генерал-майору Михаилу Фроловичу Григоровичу присвоено звание Героя Советского Союза с вручением ордена Ленина и медали «Золотая Звезда» (№ 3755).

### Послевоенная карьера
После окончания войны продолжил командовать этим же стрелковым корпусом в составе Центральной группы войск.
С мая 1946 года генерал-майор Михаил Фролович Григорович находился на лечении в Главном военном госпитале, где 24 ноября 1946 года и умер от тяжёлой болезни. Похоронен на Введенском кладбище (участок 4).

## Награды
- Медаль «Золотая Звезда» Героя Советского Союза (28.04.1945);
- два ордена Ленина (21.02.1945, 28.04.1945);
- три ордена Красного Знамени (1928[2], 8.03.1944, 3.11.1944);
- орден Суворова 2-й степени (23.09.1944);
- медали[3].

## Воинские звания
- Полковник (26.11.1935)
- Комбриг (4.11.1939);
- генерал-майор (4.06.1940).

## Память
- Именем Михаила Фроловича Григоровича названа улица в Гродно[4].
- Мемориальная доска установлена в деревне Коваличи[4].
- Мемориальная доска на здании школы в деревне Лаша Гродненского района, где он учился[4].